# فالنتين شتوكر
فالنتين شتوكر (بالإنجليزية:Valentin Stocke) لاعب كرة قدم سويسري الجنسية، يلعب في نادي هرتا برلين بألمانيا، ويمثل منتخب سويسرا لكرة القدم في كأس العالم 2014 المقامة في البرازيل .

## روابط خارجية
- فالنتين شتوكر على موقع الاتحاد الأوربي (الإنجليزية)
- فالنتين شتوكر على موقع قاعدة بيانات كرة القدم.إي يو (الإنجليزية)
- فالنتين شتوكر على موقع بيانات كرة القدم. دي إي (الألمانية)
- فالنتين شتوكر على موقع ناشيونال فوتبول تيمز (الإنجليزية)
- فالنتين شتوكر على موقع Soccerway.com (الإنجليزية)
- فالنتين شتوكر على موقع عالم كرة القدم.نت (الإنجليزية)
- فالنتين شتوكر على موقع كووورة
- فالنتين شتوكر على موقع AS.com (الإسبانية)